# Brodac (potok)
Brodac je potok u sjevernoj Hercegovini, ali s obzirom na duljinu toka može ga se smatrati rječicom. Nalazi se u Rami. Izvire u zaseoku Družnovićima na nadmorskoj visini od 750 m. Relativno čista i hladna voda toka od nekih 5 km gdje se na kraju ulijeva u Ramsko jezero. Na početnom toku je nižeg vodostaja,dok putem raste i postaje najveći potok u Rami. Nažalost,u donjem dijelu je donekle onečišćen nebrigom mještana zbog bacanja otpada. Potok se još 1971. planiralo dodatno poribljavati. Budući da se u njemu ne obavlja prirodno mriještenje kalifornijske i potočne pastrve, ni jezerske pastrve, planiralo se umjetno osigurati uvjete prirodnog mrjestilišta za ove vrste riba. Stručnjaci su planirali na ušće nasuti sitni šljunak. Na Skupštini SRTD “Ramske vode” uvedena je privremena zabrana izlova ribe od zaljev Brodca od mosta uzvodno cijeli Jaklićki potok (Brodac). Brodac se u Ramsko jezero ulijeva s lijeve strane. Izvor Brodca se ne potapa niti u vrijeme maksimalne kote. 